# Lancia Ionos
Lancia Ionos es un prototipo de automóvil bajo el sello de la marca italiana Lancia, presentado en el año de 1997 en el Salón del Automóvil de Ginebra, desarrollado por el centro de diseño de Sbarro e inspirado en Lancia Stratos de 1970.

## Características mecánicas
Con sólo 3,80 metros de largo y una distancia entre ejes de 2,27 m, el lonos es impulsado por un motor trasero de 10 cilindro en V por la unión de dos motores de 2.4 litros y 5 cilindros provenientes del Lancia Kappa. Sbarro prefiere denominar al motor "10 cilindros en Y" dado que la caja de cambios (de origen Porsche) se encuentra entre las bancadas de cilindros, lo que permite una notable economía de espacio. La transmisión, diferencial delantero y todas el hardware de transmisión es de origen Porsche y frenos Brembo de alto rendimiento.

## Diseño
El ionos fue diseñado por el cetro de estudiantes de Sbarro en acuerdo con la marca Lancia, como una representación moderna del Lancia Stratos. En el exterior el parabrisas envolvente y las ventanas laterales crean un conjunto único, sin interrupciones en la continuidad; La "columna vertebral" que corre a lo largo del lonos parece penetrar en el compartimiento de pasajeros en la base del parabrisas, reapareciendo más tarde en el vértice del techo; posee branquias trasera para que la corriente de aire llegue a la bahía del motor. también se han insertado dos tomas de aire muy abajo, justo por detrás de las ruedas delanteras, con el flujo de aire que es canalizado a lo largo de la parte interior del lado del zócalo a los radiadores gemelos. Todo el espacio disponible se aprovecha hasta el último centímetro.